# Leithagebirge
Leithagebirge är en bergskedja i Österrike. Den ligger på gränsen mellan Niederösterreich och Burgenland i den östra delen av landet, 30 km sydost om huvudstaden Wien.
Leithagebirge sträcker sig 22,2 km i sydvästlig-nordostlig riktning. Den högsta punkten är 482 meter över havet.
Topografiskt ingår följande toppar i Leithagebirge:
- Brunnberg
- Föhrenberg
- Grosser Berg
- Kaisereiche
- Sachberg
- Schwarzberg
- Sonnenberg
- Stotzing Berg

I omgivningarna runt Leithagebirge växer i huvudsak blandskog. Runt Leithagebirge är det ganska tätbefolkat, med 67 invånare per kvadratkilometer.